# Weveldhaus

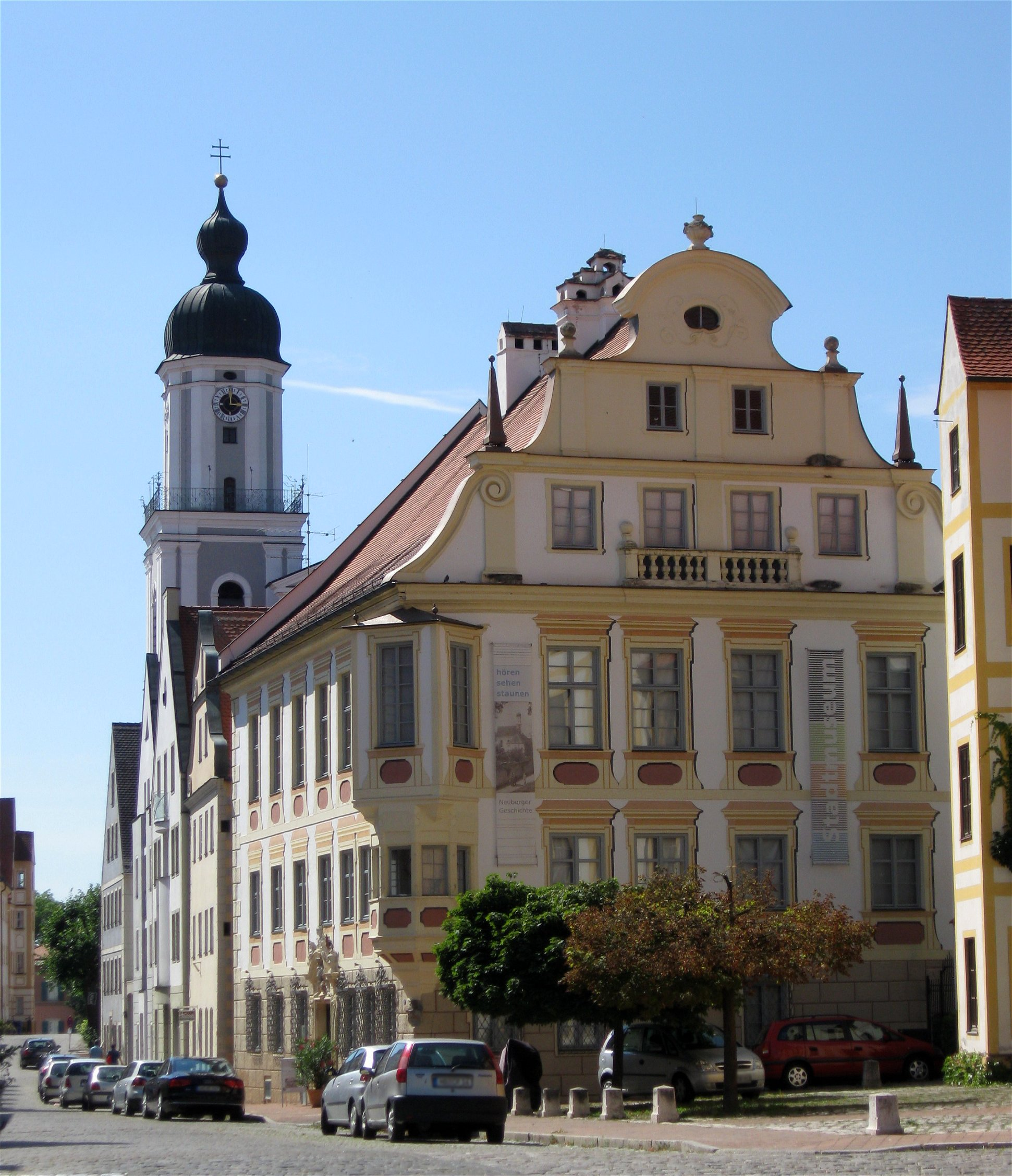
Weveldhaus vom Karlsplatz gesehen

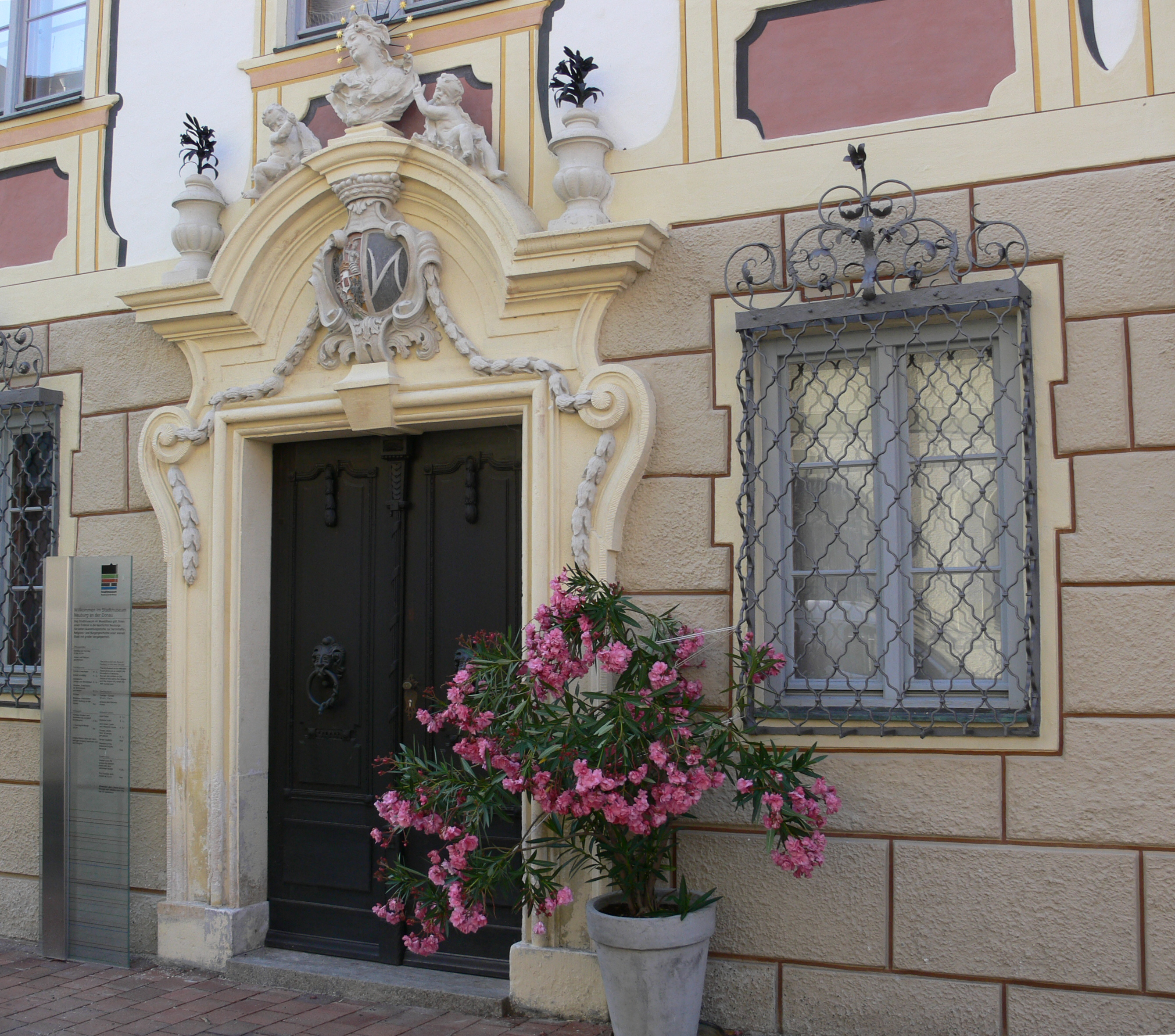
Eingang des Weveldhauses

Das Weveldhaus ist ein barockes Palais in der oberbayerischen Stadt Neuburg an der Donau. Es wurde 1517 errichtet und von 1713 bis 1715 zu seiner jetzigen Form umgebaut. Bis in die 1930er Jahre diente das Gebäude der Familie Weveld als Winterresidenz. Seit 2005 beherbergt das Gebäude in der Amalienstraße A 19 das vom Historischen Verein Neuburg betriebene Neuburger Stadtmuseum.

## Geschichte

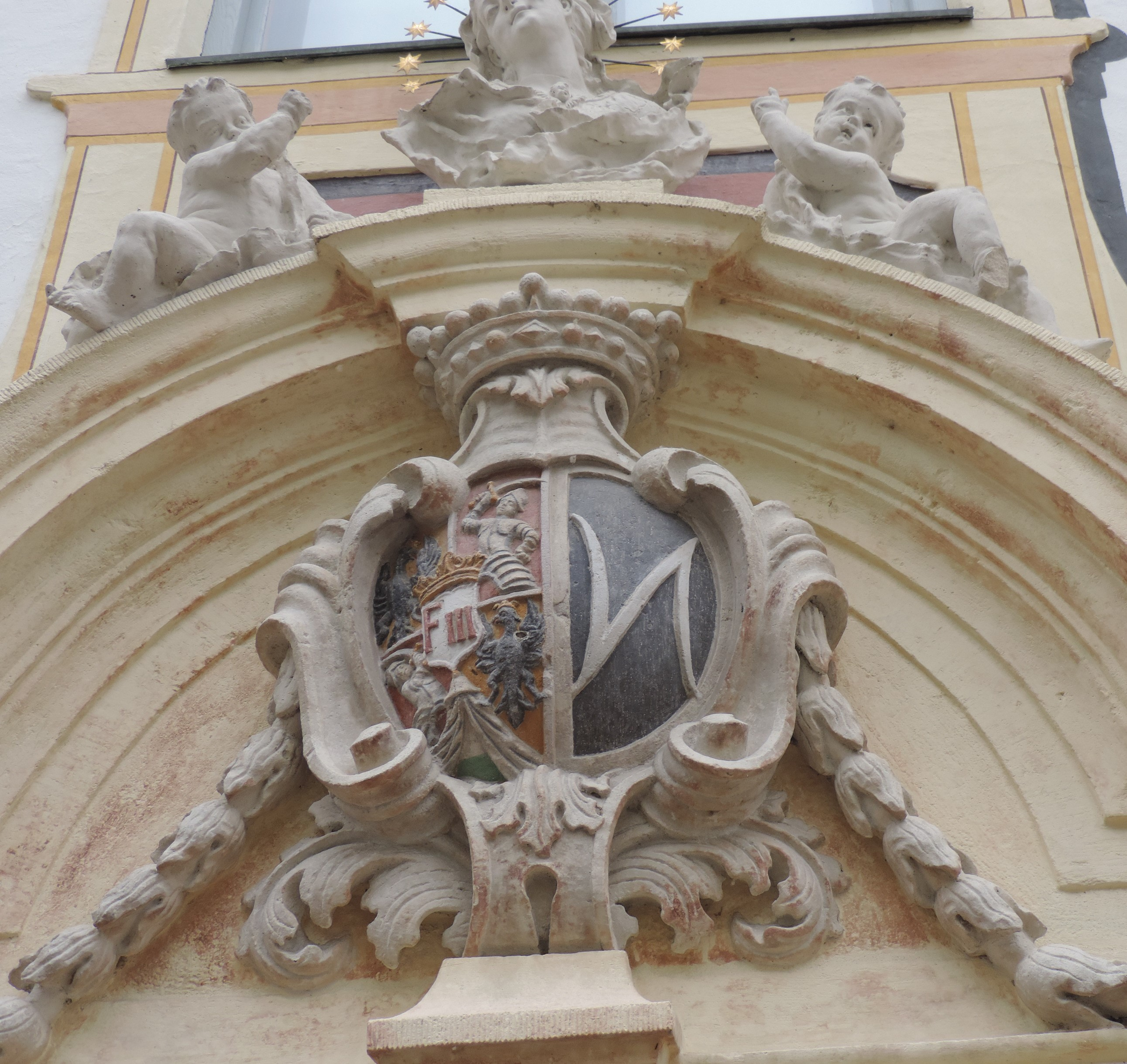
Allianzwappen am Hauptportal des Weveldhauses

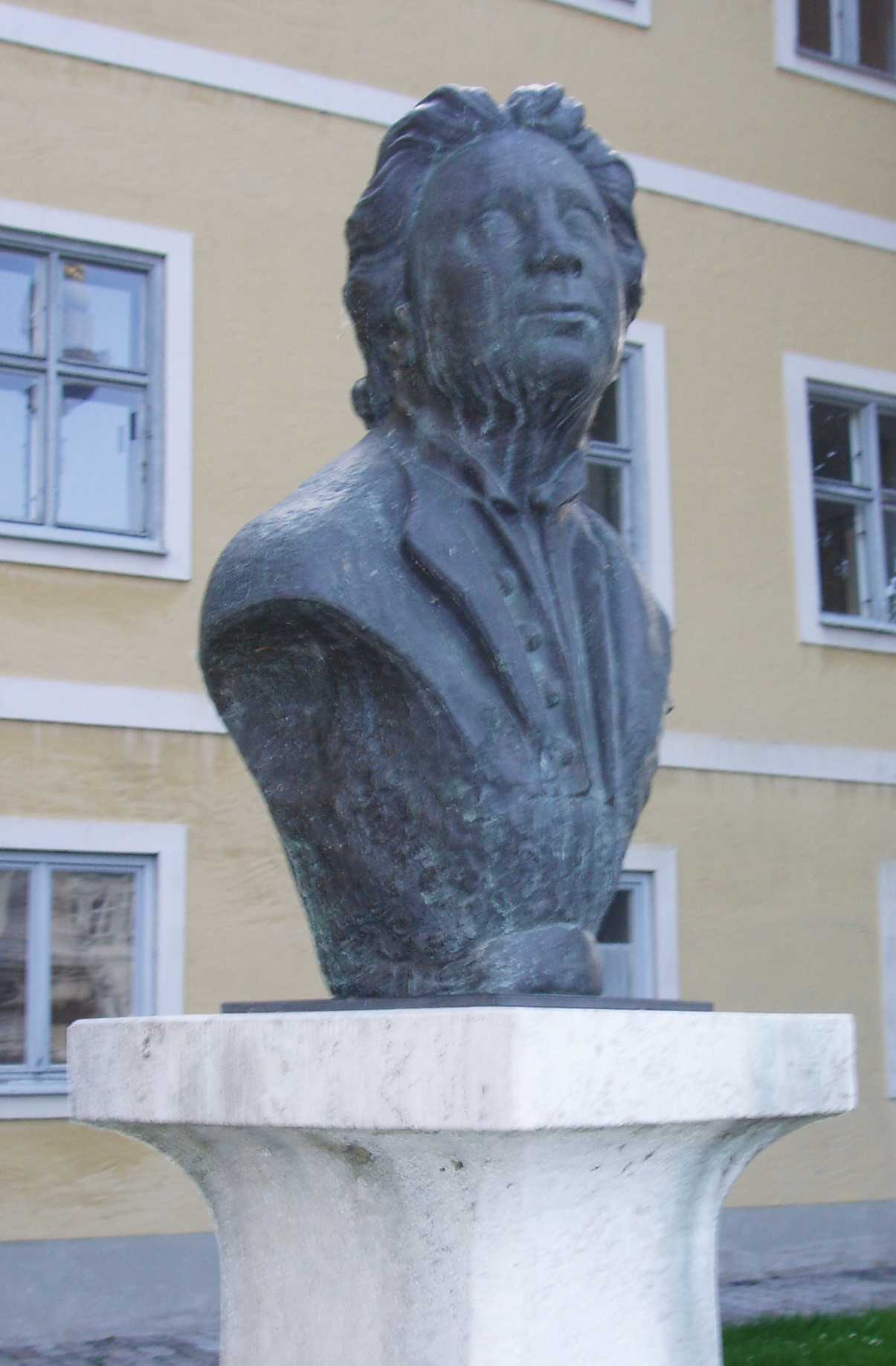
Der Fürstbischöfliche Hofbaudirektor von Eichstätt, Gabriel de Gabrieli

Das Gebäude stammt aus dem Jahr 1517, wovon noch das Steinwappen unter dem Erker zeugt, und war ursprünglich im Renaissancestil gehalten. Bauherr war Martin Lerch, der von 1515 bis 1521 Münzmeister des Herzogtums Pfalz-Neuburg war. 1713 erwarb es Wilhelm Adam Balduin von Weveld vom nahe Neuburg gelegenen Schloss Sinning und ließ es vom Fürstbischöflichen Hofbaudirektor Gabriel de Gabrieli aus Eichstätt um ein Stockwerk erhöhen und im Barockstil umbauen. Das Palais blieb im Weveldschen Besitz, bis die Familie im Zuge der Weltwirtschaftskrise 1929 nach der Machtergreifung der Nationalsozialisten gezwungen wurde, es zur Tilgung von Schulden an die Stadt Neuburg an der Donau zu verkaufen.
Im Jahr 1939 kaufte der Historischer Verein Neuburg das Weveldhaus, um dort sein Heimatmuseum zu errichten, was jedoch durch den Ausbruch des Zweiten Weltkriegs verhindert wurde. Erst 1950 konnte der Verein dieses Vorhaben umsetzen und seine Sammlung ins Weveldhaus verlegen. Zunächst wurde nur der zweite Stock zu diesem Zweck genutzt, 1952 kam auch das erste Stockwerk zur Museumsfläche hinzu. 1982 verkaufte der Verein das Haus jedoch wieder an die Stadt Neuburg, um die Sanierung des Stadtschlosses und die Errichtung des Schlossmuseums 1987 finanzieren zu können. In der Folge wurde das Weveldhaus renoviert und 2005 schließlich das Stadtmuseum Neuburg im Palais durch den Historischen Verein wiedereröffnet.

## Architektur

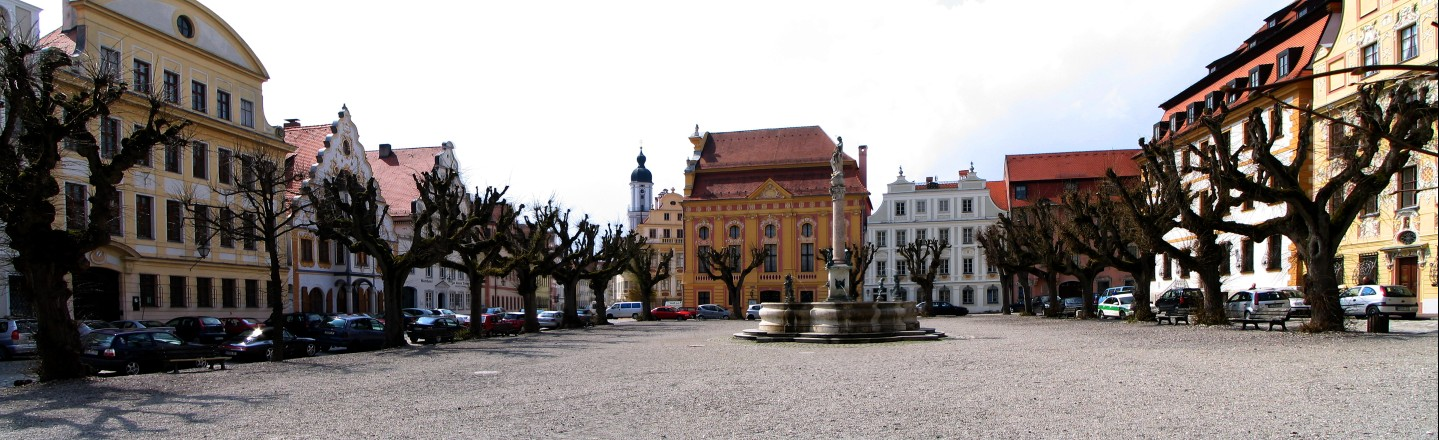
Der Karlsplatz, im Hintergrund links das Weveldhaus

Das Weveldhaus steht zwischen Karlsplatz und Amalienstraße in der Oberen Altstadt. 1550 wurde die Eingangshalle des Palais mit Renaissancemalereien verziert, die jedoch bereits 50 Jahre später überputzt wurden. Nach dem Ende des Dreißigjährigen Krieges und um 1690 wurde das Haus weiter umgebaut, so wurden alle Etagen mit einem Abtritt und einer Rauchküche versehen, sowie ein Treppenturm an der Rückseite angebaut. Unter Wilhelm Adam Balduin Weveld wurde 1713 nicht nur das Gebäude aufgestockt und die Fassade barockisiert, sondern auch ein Doppelwappen mit Madonnenkopf über dem Eingang angebracht und die Innenräume mit aufwändigen Stuckaturen versehen. Charakteristisch ist auch der Erker an der Südostseite des Hauses. Seit dem letzten Umbau durch Weveld blieb das Gebäude fast vollständig unverändert, wodurch es heute ein wichtiges Zeugnis der Barockarchitektur darstellt.

## Museum
Das Stadtmuseum Neuburg an der Donau verfügt durch seinen Träger, den Historischen Verein Neuburg, über eine umfangreiche Sammlung zur Stadtgeschichte, die von Funden aus dem Neolithikum in Neuburg über Relikte der Römerzeit bis hin zur Geschichte Neuburgs als Garnisonsstadt reicht, etwa mit Ausstellungsstücken aus dem Herero- und dem Boxeraufstand. Darüber hinaus verfügen Verein und Museum über eine größere Briefmarken- und Münzsammlung und eine Bibliothek von etwa 20.000 Büchern. Das Museum ist thematisch unterteilt: Das erste Obergeschoss behandelt vor allem die städtische Geschichte mit den Themenfeldern Religion, Herrscher und Handel, während das zweite Obergeschoss vorrangig Exponate der Bereiche Handwerk und Vereinswesen zeigt.